# Tűzőgép
A tűzőgép egy mechanikus szerkezet, amely tűzőkapocs segítségével képes rögzíteni vagy egymáshoz kapcsolni papírlapokat, vagy más hasonló tulajdonságú anyagokat. A tűzőgép legismertebb típusa irodai eszköz, de más változatait például kárpitozásnál is használják.

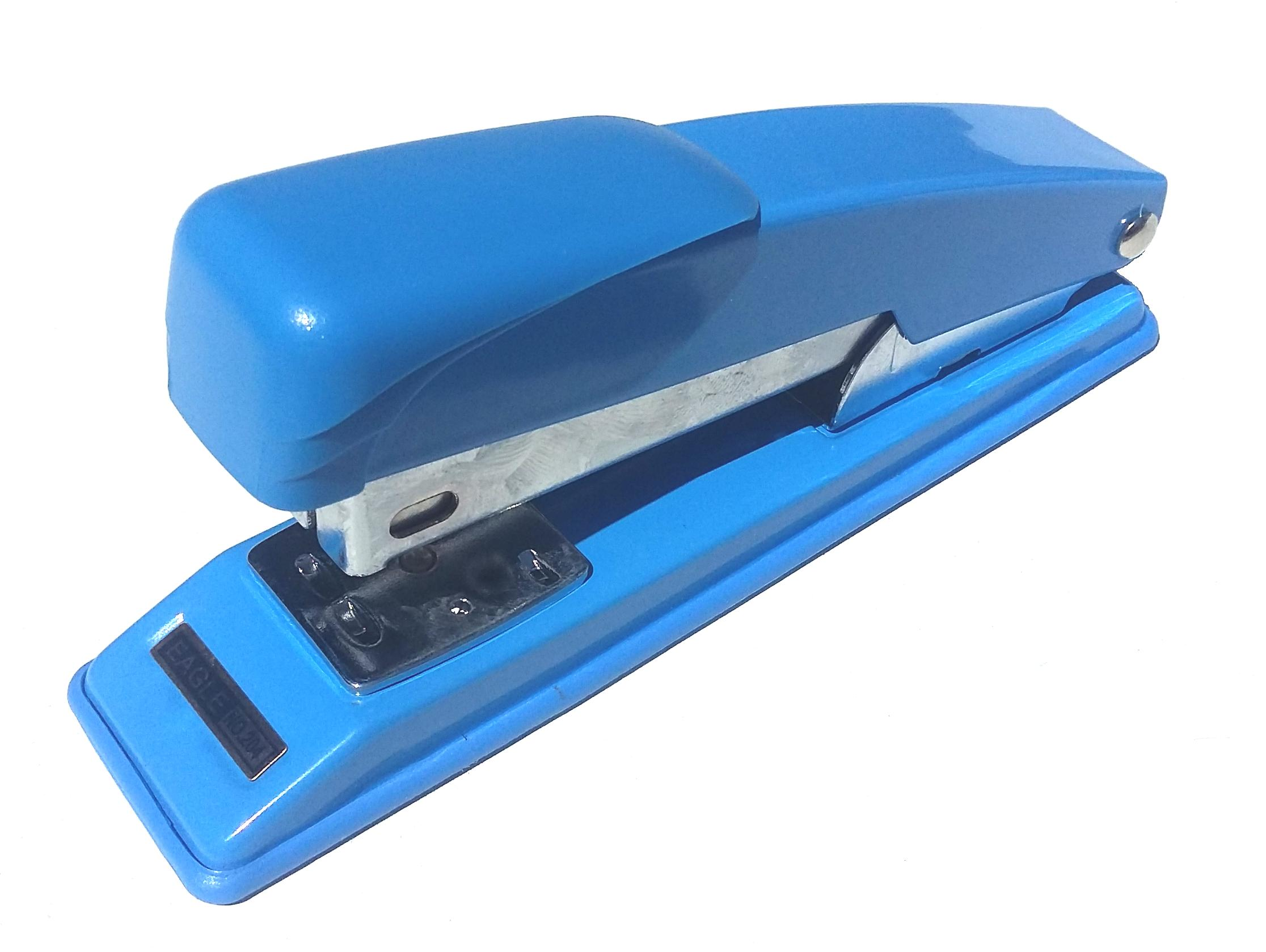
[http://www.wts.hu/upload/irodaszer/eagle-irodai-tuzogepek Irodai tűzőgép

## Fajtái
- Irodai tűzőgépek
- Kárpitos tűzőgépek
- Ipari tűzőgépek
- Szögbelövő tűzőgépek

### Irodai tűzőgépek fajtái
- Kézi tűzőgép[1]
- Asztali tűzőgép
- Hosszú karos tűzőgép
- Nagy teljesítményű tűzőgép
- Irkatűző gép

### Kárpitos tűzőgépek fajtái
- Mechanikus tűzőgépek
- Spirálrugós előfeszítésű tűzőgépek
- Laprugós tűzőgépek
- Elektromos tűzőgépek
- Levegős vagy pneumatikus tűzőgépek

## Működése
Tűzéskor a tűzőkapocs lábai kifelé görbülnek. Ennek előnye, hogy jól összefogja a lapokat, könnyen kiszedhető, akár kapocskiszedő nélkül is. Az összefűzött lapokat a tűzőkapoccsal együtt enyhén meghajlítjuk és így könnyedén kihúzhatjuk a tűzőkapcsot.
Tűzéskor a tűzőkapocs lábai befelé, vagyis egymás felé görbülnek. Ennek előnye, hogy stabilabban tartja össze az összetűzött lapokat. Kiszedéséhez azonban már kapocskiszedő szükséges. 

### Felhasznált anyagok
A tűzőgépeket többnyire fém, gumi, műanyag vagy fa alapanyagok felhasználásával állítják elő. A szerkezet minden esetben fémből készül, növelve a tűzőgép élettartamát. A műanyag vagy fa borítások általában dekorációs célokat szolgálnak. A talprészt gyakran gumiból készítik, hogy az íróasztal felületén lehetőleg ne okozzon sérüléseket használat közben. Az ipari célra alkalmas tűzőgépek kizárólag fémből készülnek.